# Татра 815
Татра 815 је чехословачки војни и цивилни тешки камион конфигурације 4×4, 6×6, 8x8, 10×8, 10×10, 12×8 и 12×12.

## Опис
Т815 камион је развијен на основу ранијег модела Т813. Серијска производња овог камиона почиње 1983. године и траје све до данас. Кабина камиона посједује 2 или 4 врата, капацитета од 3 до 5 војника. Овај камион је намијењен за тешке задатке као што су транспорт тенкова, оклопних возила на лабудицама (нископодним полуприколицама), већег броја људства. Камион се користи за превоз потонских мостова, и као основа за самоходну хаубицу калибра 152 mm ДАНА. Осим 8x8 конфигурације постоји и 6x6 конфигурација, али и 4x4 конфигурација која се производи од 1994. године. 6x6 верзија се производи у Индији под лиценцом од стране фирме Тата моторс. Поред војних постоје и цивилне и верзије намијењене за рели трке. Чешки рели возач Карел Лопрајс је шест пута освајао трке на Дакар релију са камионом Татром 815. Дакар рели је освајао 1988, 1994, 1995, 1998, 1999. и 2001. године.
Словачка је 1994. године увела у употребу оклопну верзију под називом Татрапан. Такође бразилски вишецијевни бацач ракета Астрос је постављен на овај камион.

## Галерија
- Цивилна верзија
- Рели верзија
- Татрапан
- Самоходна хаубица Дана